# Gesetzblatt
Als Gesetzblatt (allgemein abgekürzt GBl.) wird ein Amtsblatt bezeichnet, das den Wortlaut der erlassenen Gesetze oder anderen Rechtsvorschriften (Verordnungen, Richtlinien usw.) in ihrer verbindlichen Fassung wiedergibt. Der dort veröffentlichte Wortlaut gilt als amtlich. Korrekturen müssen durch gesondert veröffentlichte Berichtigungen ausgewiesen werden. Der Ausdruck bezeichnet sowohl das Gesamtwerk als auch das einzelne (oft mehrseitige) durchnummerierte Blatt dieses Werkes.

## Grundlegendes zum Gesetzblatt, zur Kundmachung und den Fassungen der Gesetze
Die Gesetzblätter enthalten jeweils die gültige Fassung eines Gesetzes, das Gesamtwerk eines Gesetzblattes (alle seine Exemplare) enthält die Gesamtheit der geltenden Gesetze.
Üblicherweise erscheinen Gesetzblätter in unregelmäßigen Abständen von wenigen Tagen bis einigen Wochen, oft blockweise je nach den in der jeweiligen Sitzungsperiode des Parlaments als Gesetzgeber beschlossenen Neuregelungen: Diese einzelnen Ausgaben eines Gesetzblattes nennt man dort, wo sie noch eigens nummeriert werden (was nicht überall der Fall ist) Stück (Stk.) des Gesetzblattes (als Gesamtwerk). Teilweise besteht das Gesetzblatt auch noch aus Teilen, so beispielsweise das Bundesgesetzblatt für die Republik Österreich seit 1997 in Dreiteilung Bundesgesetz (Teil I), ministerielle Verordnung (Teil II), Staatsvertrag (Teil III), ein Gesetz wird dann als BGBl. I Nr. 1/2020 und entsprechend notiert.
Allgemein werden gesetzliche Quellen in der geltenden oder gültigen Fassung (i.d.g.F.) angegeben, bezieht sich die Aussage auf einen konkreten Stand oder historische Formulierungen, verwendet man in der Fassung [von] (i. d. F.) mit Verweis auf das diesbezügliche Gesetzblatt („§ 1 Mustergesetz i.d.F. GBl. 01/2020“) oder ein Datum („i.d.F. 1.1. 2020“).

Die Erstveröffentlichung eines Gesetzes respektive das Gesetzblatt der Veröffentlichung ist die Stammfassung (StF), die weiteren Änderungen nennt man Novelle. Weil dabei im Gesetzblatt nur die Textänderungen verlautbart werden, ist die jeweils geltende Fassung ein virtueller, zusammengesetzter Text, der konsolidierte Fassung genannt wird. Dieser wird regelmäßig in Fachwerken publiziert, etwa jährlich aktualisierten Gesetzeskommentaren, früher auch als Service in Ringbuchform, um einzelne Blätter auszutauschen, heute ist er zunehmend auch tagesaktuell in elektronischer Form in Rechtsinformationssystemen verfügbar. Nur bei grundlegenden Reformen eines Gesetzes wird es noch einmal in vollem Wortlaut publiziert, das nennt man in Österreich Wiederverlautbarung. Solche Versionen eines Gesetzes sind dann oft auch im Kurztitel mit dem Jahr datiert („Mustergesetz, neuveröffentlicht [wiederverlautbart] als Mustergesetz 2020“), und gelten als eigenständiges Gesetz.
Im Rahmen des modernen e-Government erfolgt die rechtsverbindliche Kundmachung zunehmend nicht als gedruckter Text auf Papier, sondern elektronisch, wie sie z. B. in Österreich im Rechtsinformationssystem des Bundes mit dem Bundes- und dem Landesrecht erfolgt (authentische Fassung des Gesetzblattes).

## Beispiele
- In Deutschland erscheint für die gesetzgeberische Tätigkeit auf der Bundesebene das Bundesgesetzblatt. Auf Landesebene ist dies in der Regel das Gesetz- und Verordnungsblatt des jeweiligen Landes, beispielsweise das Gesetz- und Verordnungsblatt für das Land Nordrhein-Westfalen oder das Gesetz- und Verordnungsblatt für das Land Hessen. Das Gesetzblatt der Deutschen Demokratischen Republik war das öffentliche Verkündungsblatt der Deutschen Demokratischen Republik.
- In Österreich heißt das Veröffentlichungsorgan des Bundes Bundesgesetzblatt für die Republik Österreich, die Gesetzblätter der Länder Landesgesetzblatt. Diese Gesetzblätter werden im Rechtsinformationssystem der Republik Österreich (ris.bka.gv.at)[5] in ihrer rechtsgültigen Form elektronisch signiert im Internet kundgemacht (Bundesgesetzblatt authentisch), ältere Kundmachungen, die noch auf Papier verlautbart wurden, sind gescannt ebenfalls dort zugänglich (bis 2004, in diesem Falle ist die Online-Angabe unverbindlich). Ältere historische Gesetzestexte Österreichs sind von der Nationalbibliothek im Projekt ALEX bis ins Jahr 1740 frei zugänglich im Internet dokumentiert, das Reichsgesetzblatt auch in seinen nichtdeutschen Fassungen (italienisch, tschechisch, slowenisch, kroatisch, ungarisch, polnisch, rumänisch, ruthenisch).[6] Das Rechtsinformationssystem RIS bietet auch eine Textfassung der jeweiligen Gesetze usw. an, die den jeweils aktuellen Text wiedergibt (konsolidierte Fassung; Kunsttextfassung, aus den verschiedenen Änderungen zusammengesetzt, ebenfalls nicht rechtsverbindlich).
- In der Schweiz wird das Bundesblatt herausgegeben. Wöchentlich erscheint dazu die chronologisch geordnete Amtliche Sammlung des Bundesrechts (AS), und es liegt – nachgeführt und nach Sachgebieten geordnet – als Systematische Sammlung des Bundesrechts (SR) vor. Es ist auf der Regierungswebsite admin.ch frei einsehbar.
- In Liechtenstein heißt die Publikationen auch Landesgesetzblatt, sie wird vom Rechtsdienst der Regierung (RDR) aufbereitet und ist über die Liechtensteinische Gesetzessammlung (LILEX) verfügbar
- Die Europäische Union (deren Verordnungen in den Mitgliedstaaten unmittelbar gelten) verkündet ihre Rechtssetzungsakte im Amtsblatt der Europäischen Union im Teil „L“.